# Gnophos perdita
Gnophos perdita là một loài bướm đêm trong họ Geometridae.